# Jadup und Boel
Jadup und Boel ist ein deutscher Gegenwartsfilm der DEFA von Rainer Simon aus dem Jahr 1980. Er basiert auf dem Roman Jadup von Paul Kanut Schäfer von 1975. Der Film gehört zu den Kellerfilmen und wurde trotz Überarbeitung nach seiner Fertigstellung 1981 verboten. Dieses Verbot wurde erst im Vor-Wendejahr 1988 aufgehoben, sodass der Film doch noch in der DDR uraufgeführt wurde. Er kam allerdings nur mit wenigen Kopien in den Verleih, weshalb das breite Publikum kaum eine Chance hatte, ihn zu sehen.

## Handlung
Jadup ist langjähriger Bürgermeister in der Altmark und sieht mit Freuden der 800-Jahr-Feier seiner kleinen Stadt Wickenhausen entgegen. Ausgerechnet während der Einweihung einer neuen Kaufhalle stürzt das nebenstehende, marode Gebäude ein und mit ihm brechen alte, unbewältigte Erinnerungen hervor. Denn in den Trümmern findet sich ein Exemplar von Friedrich Engels’ „Der Aufbau des Sozialismus“, das Jadup einst mit Widmung dem Umsiedlermädchen Boel schenkte. Genauso wie Jadup kam sie 1945 nach Kriegsende, gemeinsam mit ihrer Mutter, als Flüchtling aus dem Osten in die Stadt. Boel hatte sich in den Jungen verliebt, der ihr das Lesen und Schreiben beibrachte. Nach einer nie aufgeklärten Vergewaltigung war sie spurlos aus dem Ort verschwunden. In dem nun zusammengestürzten Haus wohnte ihre Mutter, die auf der Müllhalde des Ortes ihren kärglichen Lebensunterhalt verdient. Während Jadup sich an seine einstigen Ideale, aber auch an sein menschliches Versagen gegenüber Boel erinnert und zugleich die Gegenwart kritisch zu hinterfragen beginnt, machen im Ort Gerüchte die Runde, Jadup selbst könne etwas mit dieser Vergewaltigung und dem Verschwinden des Mädchens zu tun haben.
Für Jadup und die anderen Einwohner ist der Einsturz eines baufälligen Hauses ein Katalysator, sich noch einmal mit dem Verschwinden von Frau Martins Tochter Boel auseinanderzusetzen, was sie jahrzehntelang erfolgreich verdrängt hatten. Dabei geht es zunächst um eine mögliche persönliche Mitschuld des jetzigen Bürgermeisters, zugleich aber auch um eine Mitschuld der gesamten älteren Generation. Denn der Vergewaltiger, dessen Namen Boel nie preisgegeben hat, könnte auch unter den damaligen Freunden und in den eigenen Reihen zu finden sein. Immerhin hatte auch der Vorarbeiter der Schreinerei vor den Augen der Belegschaft Boel sexuell stark belästigt. Die anzüglichen Bemerkungen der Männer gegenüber der Gastwirtstochter Eva deuten darauf hin, dass diese Form von Chauvinismus keineswegs der Vergangenheit angehört. Auch der Wirt wird urplötzlich wütend, als die Vergewaltigung erneut zur Sprache kommt.
Für Jadup werden die Gerüchte, die im Ort die Runde machen, zum Spießrutenlauf, bei dem sein Amt, seine Reputation, seine Familie und insbesondere die Beziehung zu seinem Sohn Max auf dem Spiel stehen. Im Gegensatz zu fast allen anderen aus seiner Generation versucht Jadup, die Ereignisse nicht erneut wieder zu verdrängen. Er macht sich auf die Suche nach der Wahrheit und erinnert sich mit Hilfe von Boels zynisch verbitterter Mutter daran, wie er als junger Mann gegenüber Boel menschlich versagte und weder ihre Zuneigung für ihn, derentwegen sie sich ihre Warzen an den Händen „wegreden“ lassen wollte, noch ihre Gefühle nach der Vergewaltigung akzeptieren wollte. Stattdessen setzte er sie psychisch und physisch unter Druck, drohte ihr sogar damit, sie einsperren zu lassen. Seine Gewissensbisse führen gegenüber seinen Freunden aus der Kreisleitung der SED zu dem individuellen wie kollektiven Schuldeingeständnis: „Wir haben sie tot gemacht mit der Ausfragerei. Sie konnte einfach nicht weiter, denke ich … Wir haben sie tot gemacht, egal, ob sie noch lebt.“
Unterdessen scheint sich die Geschichte in Jadups Sohn Max und Edith, der eigenbrötlerischen Tochter des, wie Boel erst nach dem Krieg zugewanderten Stadtchronisten Unger, zu wiederholen. Genau wie nach dem Zweiten Weltkrieg, als sich Jadup gegen Boel und für seine jetzige Frau Barbara, die Tochter eines wohlhabenden Schreiners, entschieden hatte, steht Max nun zwischen der widerborstigen, kritischen Edith und der gefälligen Wirtstochter Eva, die als FDJ-Vorstandsmitglied von einer glänzenden Karriere träumt. Eva ist ganz Konformistin, sie verhält sich so, wie die Erwachsenen und die Partei es erwarten, glaubt, sie sei den anderen ein Vorbild und erhofft sich durch ihr Verhalten maximale persönliche Vorteile. Im Club junger Historiker verwendet sie ausnahmslos die Worthülsen der Erwachsenen. Evas Gegenspielerin ist Edith, die auch in der optischen Präsentation Züge von Boel übernimmt und auch kein Pioniertuch trägt. Edith gilt als Außenseiterin, ist aber durch ihren Vater geschützt, der als Stadtchronist arbeitet und dem sie ebenfalls widerspricht, wenn es nötig ist. Sie nimmt kein Blatt vor den Mund, sagt, was sie denkt und möchte auch nicht in die Politik gehen, sondern einmal Pastorin werden. Max steht gefühlsmäßig zwischen den beiden Mädchen und muss sich für eine von beiden entscheiden. Er klatscht Eva bei ihrer Ansprache an die jungen Historiker noch begeistert Beifall und geht kaum auf die Annäherungsversuche von Edith ein. Edith wiederum tritt mit blutigem Unterarm vor die versammelte Clubleitung, die ihren Ausschluss wegen ihrer Persiflage gegen Evas Zeitungsartikel bewirken soll, während Max unwillig vor sich hin stammelt, nur halbherzig ihre Gründe und eine Entschuldigung von ihr fordert und letztlich nicht bereit ist, die stumm bleibende Edith ganz bloßzustellen. Damit reagiert er anders, als einst sein Vater im Bezug auf Boel. Kurz darauf besucht er Edith zu Hause und hilft ihr beim Abräumen des Esstisches, wobei sich ihre Hände berühren und beide sich wortlos anlächeln. Nachdem sich Max auch mit seinem Vater versöhnt hat, der seine Zweifel akzeptiert und dem Sohn erstmals wahre Geschichten aus der eigenen Jugendzeit erzählt, winkt und ruft der Junge Edith vom Kirchturm aus zu. Ein optimistisch stimmender Schluss.

## Produktion
Ende April 1980 sollte die Abnahme des Films sein, im März 1981 erfolgte sie endlich durch das Studio. Die staatliche Zulassung wurde für die folgenden Tage erwartet, doch es geschah lange nichts. Die Premiere wurde schließlich für den 17. Dezember 1981 anberaumt. Einen Monat zuvor war in der Parteizeitung Neues Deutschland ein angeblicher Leserbrief erschienen, dessen Verfasser seine „Erwartungen an DEFA und Fernsehen“ und seine Kritik formulierte – etwa, dass in Gegenwartsfilmen „zu wenig Stolz“ auf das gezeigt werde, „was die Arbeiterklasse und ihre Partei im Bunde mit allen Werktätigen unseres Landes an großem vollbracht“ habe. Der offenkundig „auf Bestellung von oben“ erschienene Brief lieferte Simons Kritikern das endgültige Argument: Um DEFA und Filmemacher vor dem vermeintlichen Volkszorn zu schützen, wurde der Aufführungstermin verschoben. Am 22. April 1983 wurde auch die staatliche Zulassung wieder zurückgezogen. Simons Jadup und Boel sollte der letzte DEFA-Film sein, der nach seiner Fertigstellung verboten wurde.
Jadup und Boel wurde von der Künstlerischen Arbeitsgruppe „Babelsberg“ in ORWO-Color gedreht und hatte am 12. Mai 1988 in der Stadthalle Karl-Marx-Stadt Premiere. Die Erstausstrahlung im 2. Programm des Fernsehen der DDR erfolgte am 22. November 1990.

## Kritik
Horst Knietzsch schreibt im Neuen Deutschland, dass er das Anregende, Bedenkenswerte dieses Films in Simons Bemühen sehe, sein Wort zur moralischen Verantwortung jedes Bürgers für die Geschicke der Gesellschaft zu formulieren, in der Aufforderung, im Umgang miteinander Routine und Gleichgültigkeit nicht zuzulassen. Helmut Ullrich meint in der Neuen Zeit, der Film habe etwas Grüblerisches; die Wirklichkeit darin habe eine mystische Unterströmung. Das Lexikon des internationalen Films schreibt, es handele sich um einen ausdrucksstarken Versuch, sich in poetischer und zugleich realistischer Weise mit der jüngeren deutschen Geschichte und der Gegenwart auseinanderzusetzen.